# Bojan Šaranov
Bojan Šaranov (cirill betűkkel: Бојан Шаранов; Versec, Jugoszlávia, 1987. szeptember 22. –) szerb labdarúgó, aki jelenleg a Partizan-ben játszik.

## Válogatott statisztika
| Szerb válogatott | Szerb válogatott | Szerb válogatott |
| Év               | Mérk.            | Gólok            |
| ---------------- | ---------------- | ---------------- |
| 2011             | 1                | 0                |
| Összesen         | 1                | 0                |

## Sikerei, díjai
OFK Beograd
- Szerb bajnok-A csapat a szezon (1): 2010–11